# Abel Dufresne
Pour les articles homonymes, voir Dufresne.
Abel Jean Henri Dufresne, né à Étampes le 8 novembre 1788 et mort à Versailles le 30 août 1866, est un magistrat, peintre  et homme de lettres français, auteur de livres d'éducation et de morale.

## Biographie
Fils du naturaliste Jean-Nicolas Dufresne, compagnon et chroniqueur de l'expédition de La Pérouse, qui avait débarqué à Macao le 1er février 1787, Abel Dufresne est admis au barreau de Paris et devient juge suppléant du tribunal de la Seine pendant la période des Cent-Jours. Ayant perdu sa place à la Seconde Restauration, il étudie la peinture auprès de deux peintres paysagistes, Jean-Victor Bertin et Louis Étienne Watelet, et expose quelques toiles au Salon du Musée royal des arts en 1817 et 1819. Il publie également une série de livres d'éducation et de morale qui connaissent un vif succès et sont traduits en plusieurs langues. Après la révolution de 1830, il réintègre la magistrature et devient procureur général à Bastia et à Metz, puis premier président de la cour d'appel de Besançon.

## Descendance
Abel Dufresne épouse Alexandrine Carré, d'où un fils :
- Alexandre Dufresne de Saint-Léon (1820-1903), Inspecteur général de l'Université et sculpteur. Il est titré par le pape Pie IX, premier comte romain et de Saint-Léon (en 1878), et postérité à nos jours.

## Publications
- Les Douceurs de la vie, ou les Petites félicités qui s'y rencontrent à tout moment (1816)
- Le Monde et la retraite, ou Correspondance de deux jeunes amies (2 volumes, 1817)
- Samuel d'Harcourt, ou l'Homme de lettres (2 volumes, 1820)
- Contes à Henriette (1822)
- Nouveaux contes à Henriette (1824)
- Pensées, maximes et caractères (1826)
- Leçons de morale pratique, à l'usage des classes industrielles (1826)
- Contes à Henri (1828)
- Agenda moral des enfants, ou Moyens d'embellir la vie (1829). Réédité sous le titre L'Art de fixer les souvenirs, ou Choix de pensées, conseils, proverbes et maximes à l'usage de la jeunesse (1840)
- Nouveaux contes à Henri (1835)
- Le Livre du pauvre (1854)

## Pour approfondir